# 하마 미에
하마 미에(일본어: 浜美枝, 1943년 11월 20일~)는 일본의 배우이다. 영화 《007 두 번 산다》(1967)에서 키시 스즈키 역을 연기했다.

## 출연 작품
- 키친 (1989)
- 목숨을 건 무뢰한 (1970)
- 킹콩의 역습 (1967)
- 흐트러진 구름 (1967)
- 007 두번 산다 (1967)
- 타이거 릴리 (1966)
- 프랑켄슈타인 대 바라곤 (1965)
- 키미 모 슈세 가 데키루 (1964)
- 일본 제일의 허풍쟁이 (1964)
- 아름다운 사기꾼들 (1964)
- 추신구라 - 47로닌 (1962)
- 고질라 4 - 킹콩 대 고질라 (1962)